# Holger Jerrild
Johan Holger Jerrild (født 13. april 1890 i Vejle, død 20. december 1962) var en dansk forfatter og redaktør.
Holger Jerrild var søn af kongelig vejer og måler P. Jørgensen (død 1911) og hustru Cathrine, født Clausen (død 1901). Han blev student fra Privatskolen i Vejle 1909, tog filosofikum 1910 og studerede videre ved universitetet 1909-12. Jerrild var redaktionssekretær ved Verden og Vi 1913-16, medarbejder ved Berlingske Tidende 1917-18, redaktør af Hver 8. Dag 1918-28 og 1923-28 tillige udgiver og redaktør af ugebladet Ude og Hjemme 1928-30. Han var derefter medarbejder ved Nationaltidende til 1931, redaktør og udgiver af Frederiksberg Bladet fra 1931 og medarbejder ved Dagbladet Børsen fra 1940. Han udgav digtsamlingerne Legionærsange (1922) og Signaler (1923).
Jerrild var formand for bestyrelsen for Distriktsbladenes Sammenslutning 1945-52, medlem af bestyrelsen for Sønderjydsk Forening for Frederiksberg og for Foreningen af Danske Ugeblade, Fagblade og Tidsskrifter 1946-54.
Han blev gift 2. marts 1918 med Signe Madsen, datter af købmand Henry Madsen (død 1932) og hustru Marie Madsen (død 1933).